# Джорджия Стэйт Пантерс (баскетбол)
Джорджия Стэйт Пантерс (англ. Georgia State Panthers) — баскетбольная команда, представляющая Университет штата Джорджия в первом баскетбольном мужском дивизионе NCAA. Располагается в Атланте (штат Джорджия). В настоящее время команда выступает в Конференции Sun Belt. Домашние игры «Пантерс» проводят в «GSU-спортс-арене». В настоящее время главным тренером команды является Рон Хантер. За свою историю команда пять раз участвовала в турнире NCAA в 1991, 2001, 2015, 2018 и 2019 годах, причём дважды ей удалось доходить до второго раунда.

## Домашняя арена
Свои домашние игры «Пантерс» проводят в «GSU-спортс-арене», расположенной в самом центре университетского кампуса по адресу 125 Декатур-стрит. Арена была построена в 1972 году в качестве университетского спортзала и места проведения уроков по физической культуре. Вместимость арены составляет 3854 человек. По окончании сезона 2014/15 годов плоское центральное табло было заменено на четырёхстороннее табло, которое свисает над игровым полем. В 2012 году руководство университета объявило, что планирует реконструкцию арены, в ходе которой игровая площадка будет повёрнута на 90 градусов, что позволит полностью окружить его трибунами для зрителей и увеличить вместимость до 5000 человек.

## Результаты в постсезонных турнирах

### Турнир NCAA
Джорджия Стэйт четыре раза выходила в турнир NCAA, где одержала 2 победы и потерпела 3 поражения.
| Год  | № посева | Раунд                     | Соперник           | Результат/счёт  |
| ---- | -------- | ------------------------- | ------------------ | --------------- |
| 1991 | 16       | Первый раунд              | Арканзас           | П 117:76        |
| 2001 | 11       | Первый раунд Второй раунд | Висконсин Мэриленд | В 50:49 П 79:60 |
| 2015 | 14       | Второй раунд Третий раунд | Бэйлор Ксавье      | В 57:56 П 75:67 |
| 2018 | 15       | Первый раунд              | Цинциннати         | П 53:68         |
| 2019 | 14       | Первый раунд              | Хьюстон            | П 55:84         |

### Национальный пригласительный турнир
Джорджия Стэйт дважды участвовала в Национальном пригласительном турнире, где не одержала ни одной победы и потерпела два поражения.
| Год  | Раунд         | Соперник     | Результат/счёт |
| ---- | ------------- | ------------ | -------------- |
| 2002 | Opening Round | Теннесси Тек | П 62:64        |
| 2014 | Первый раунд  | Клемсон      | П 66:78        |

### CIT
Джорджия Стэйт дважды участвовала в CIT, где одержала одну победу и потерпела два поражения.
| Год  | Раунд                     | Соперник              | Результат/счёт  |
| ---- | ------------------------- | --------------------- | --------------- |
| 2012 | Первый раунд Второй раунд | Теннесси Тек Мерсер   | В 74:43 П 64:59 |
| 2017 | Первый раунд              | Техас A&M-Корпус-Сити | П 64:80         |

## Достижения
- Участие в NCAA: 1991, 2001, 2015, 2018, 2019
- Победители турнира конференции: 1991, 2001, 2015, 2018, 2019
- Победители регулярного чемпионата конференции: Atlantic Sun: 2000, 2001, 2002

Sun Belt: 2014, 2015, 2019